# 凯默恩
凯默恩是德国巴伐利亚州的一个市镇。总面积8.27平方公里，总人口2567人，其中男性1250人，女性1317人（2011年12月31日），人口密度310人/平方公里。